# 정영호
정영호는 대한민국의 독립유공자이자 식물학자이다. 서울대학교 명예교수, 대한민국 학술원 회원을 역임하였고, 자연보호협회장으로 환경운동에 참여했다. 아나키스트이며 한국광복군에서 활동한 공적을 인정받아 1990년 건국훈장 애족장을 수여받았다.

## 생애
평안남도(平安南道) 평양시(平壤市) 기림리(基林里)에서 정봉주(鄭奉周)와 길정운(吉正運)의 장남으로 태어났다.
1927년 평안북도(平安北道) 선천군(宣川郡) 심천면(深川面) 마성동(磨星洞)으로 이주했고 1931년 4월 5일 선천공립보통학교를 입학하여 1937년 3월 30일 신의주 제 1공립 보통학교를 졸업하였다.

## 독립운동
만주에서 독립군 자금을 제공하던 아버지 정봉주 를 따라 중국으로 건너가 1941년 독립운동가 유기석을 접선한 후, 1942년 8월, 중화민국 난징국립중앙대학교(南京國立中央大學校) 부속고급중학교(附屬高級中學校)를 졸업하고 동년 9월, 난징국립중앙대학교(南京國立中央大學校) 의학원(醫學院) 생물계(生物係)에 입학하여 지하공작 활동을 전개한다.
난징국립중앙대학에서 송지영(宋志英)·이일범(李一凡)·박철원(朴哲遠)·이정선(李正善)·신영묵(申榮默)·박익득(朴益得) 등과 접선이 되었고, 난징중앙대학 한인유학생들과 한족동맹(韓族同盟) 결성, 중국인 학생 쑤징허(蘇景和) 적극적인 협조로 다음과 같은 활동을 하게 된다.
- 애국 청년 규합 공작
- 일본군 동태 탐사
- 초모 인원 후송 공작

1943년 6월, 충칭(重慶) 임시정부에서 밀파된 한국독립당 소속 김병호가 송지영의 거처로 찾아와 한국독립당 상하이ㆍ난징 지구 공작 임무를 맡아 줄 것을 제의했고 이에 송지영은 쾌히 승낙한다. 당시 김병호는 국내에 갔다가 돌아온 후 난징에서 다시 만날 것을 약속하면서 베이징으로 떠났다.
김병호(金柄豪)가 상하이(上海)의 일본 영사관 경찰에 체포됨으로써 송지영도 임시정부의 비밀 공작원이라는 사실이 탄로나고 말았다. 송지영도 상하이에서 체포되었다.[12] 그리하여 당시 난징(南京)에 있던 일본 헌병대와 영사관 경찰에서는 이같은 사태를 중대시하고 난징중앙대학에 재학중이던 모든 한국인 학생의 숙소를 수색하고 이들의 신변을 압축하였다.
사건 이후, 난징중앙대학교 내 모든 한국 학생은 송지영(宋志英)의 뒤를 이어 구속될 수 밖에 없었다. 이 때 한국 유학생들은 일제의 쇠사슬보다 죽음을 무릅쓴 탈출과 항일투쟁에의 길을 선택하였다.
난징대학의 조선인 비밀결사가 들통이 나 생긴 ｢난징대 사건｣때 많은 조선인이 체포되고, 송지영(宋志英)씨는 나가사키 형무소(長崎刑務所)로 보내진다. 이 사건으로 많은 학생들이 난징대학을 빠져나와 광복군으로 들어가게 된다. 정영호 박사도 대학에서 도망쳐 나와 광복군 공작대원으로 활동하기 시작한다. 그가 맡은 일은 광복군 징모처의 초모공작대였는데, 말하자면 중국인으로 변장하고 일선지구를 돌아 다니며 일본군에 있던 조선인들을 끌어내와 광복군에 편입시키는 임무로, 내일을 약속할 수 없는 위험 속에서 산 셈이다.
"열여덟, 열아홉, 꽃같은 시절을, 언제 죽을지 모른다는 생활로 보냈어요. 무기도 없이, 민간복장으로 일본군 지역을 돌아다녔으니까 금반지 하나만 끼고, 그게 돌아올 때의 여비에요."
해방이 되자 잠시 저장성(浙江省)의 외교조원으로 일하게 된다. 여기서 그는 ｢위안부｣의 슬픈 모습을 처음 보게 된다.
1944년 3월, 정봉주(鄭奉周), 정영(鄭瑛), 정영호, 왕하이칭(王海靑), 피안창주(片昌柱), 정희섭, 안병성, 유익배, 아동 이근과 같이 가족동반으로 무기를 휴대하고 화중일대에서 지하공작 중에 매형인 이일범(李一凡)의 피체 사실을 알게 된다.
1944년 4월 초, 유기석 상교의 안내로 조일문, 이일범과 함께 일본군점령지구를 대거 탈출하여 중화민국 제 3전구 광복군 징모 제 3분처와 합류하게 된다.
이후, 유기석의 주임으로 한 한국광복군 제 3징모분처 환남분실 한교전지공작대원(韓國光復軍 第三徵募分處 晥南分室 韓橋戰地工作隊員) 겸 중화민국 제 3전구 제 1정진유격종대사령부 대일책반(中華民國 第三戰區 第一珽進遊擊從隊 對日策班) 공작대원으로 초모공작과 교량폭파등 일본군 병참루트 차단, 미 제 5공군에 타전하여 폭격하는 등 활동을 했다고 전한다.
- 정영호 : 안후이성(安徽省) 마오린(茂林)에 본거를 둔 광복군 제 3징모처(韓國光復軍 第三徵募分處)의 한교전지공작대원(韓僑戰地工作隊員)으로 활동했다. 또한, 중화민국 제 3전구 제 1유격종대사령부 대일책반 공작대원(中華民國 第三戰區 第一珽進遊擊從隊 對日策班)으로도 활동했지요. 3년 여 동안 태평천국의 무대였던 저장(浙江省), 안후이성(安徽省)의 그 넓은 벌판을 누비고 다녔어요.

- Q : 구제척으로는 어떤 공작을 했습니까?
- 정영호 : 우리의 공작지구는 혼전지대였어요. 일본군과 장제스(蔣介石)의 중앙군(中央軍)이 있으며 마오쩌둥(毛澤東)의 신사군(新四軍)이 있었지요. 광복군도 중앙군과 신사군 두 갈래로 속해있었죠. 우리는 중앙군 산하의 50명 한국인으로 구성된 부대였다. 일본군의 괴뢰군[19]도 있고 민병대격인 대도회(大刀會)도 있었다. 여기에다 미 제 5공군(5th Air Force)산하 공수단이 절간 같은 걸 점령하여 활동하고 있었죠. 우리 부대는 일본군의 동향을 파악하여 미군부대에 정보를 주면 미 제 5공군이 타전하여 폭격하게 하는 임무가 많았어요. 병참루트를 끊으라는 지령을 받고 교량폭파공작도 했죠. 중국인을 사서 폭약을 주고 우리는 먼 발치서 보고 있다 폭파되는 것을 보고 사라지지요. 또한 일본군에 있는 한국인을 중국 사람을 시켜 빼내거나 탈출해 숨어있는 사람을 구출하여 광복군 부대에 보내는 일도 했어요. 저도 지금 천안에서 농사를 짓고 있는 분을 비롯하여 6~7명을 구했어요.[20]

1945년 8월 15일 일본의 항복하자, 징모 제 3분처에서는 간부 20명을 중심으로 적군지역에 대한 초모 확대반 5개조를 조편성하여 파견계획을 완비하던 중 적이 무조건 항복을 하게 되어 총사령부 지시에 의한 적 점령지구 내의 교포 생명/재산 보전 및 한적 장병 수용 임무를 구축하고자 각 지구에 선발대를 파견하였으며 그 명단은 아래와 같다.
- 우후지구(蕪湖地區) : 박승학
- 난징지구(南京地區) : 이일범, 박철원, 피문성
- 상하이지구(上海地區) : 김룡, 박시준
- 항저우지구(抗州地區) : 전호인, 정영호[21]

, 유익배
등이 파견되어 소임직무를 완축하였다.
1946년 3월 4일, 상하이에서 미군정에서 제공한 L.S.T.상륙정을 타고 3월 13일, 부산항에 귀국했다고 한다.

## 광복 이후 경력
- 1946. 4. ~ 1950. 5. 국립과학박물관 식물연구실 연구원
- 1947. 9. ~ 1950. 5. 서울대학교 문리과대학 생물학과 졸업/서울대학교 약학대학 조교
- 1950. 6. ~ 1951. 1. 대한민국 공군비행단(K - 10)후보생대 (공군사관학교 전신) 교관
- 1951. 3. ~ 1951. 4. 원주비행장(K - 46) 창설선구(先驅)요원
- 1953. 10.~ 1956. 9. 서울대학교 문리과대학 전임강사
- 1954. 12. 서울대 문리대 산악회 동계 오대산 등반대 대장
- 1955. 11. ~ 1957. 11. 대한생물학회 이사
- 1956. 9. ~ 1959. 11. 서울대학교 문리과대학 조교수
- 1957. 12. 한국식물학회 이사
- 1959. 1. ~ 1961. 11. 한국미생물학회 이사
- 1959. 11. ~ 1965. 2. 서울대학교 문리과대학 부교수
- 1961. 1. ~ 1963. 6. 문화재보전위원회 위원
- 1961. 8. 과학전람회 조사위원
- 1961. 8 ~ 1961.12 제 10차 태평양과학회의 참석(미국)
- 1961. 10. ~ 1964.10. 한국식물학회 편찬위원장
- 1963. 1 ~ 1965. 10. 서울대학교 문리과대학 건설계획위원
- 1963. 2. ~ 1968. 10. 한국산악회 이사
- 1963. 한국식물명통일위원회 위원(한국식물학회)
- 1963. 7. ~ 1965. 7. 서울대학교 문리과대학 교무과장
- 1963. 7. ~ 1975. 2. 서울대학교 해양생물연구소 연구원
- 1964. 10. ~ 1972. 4. 한국자연보호위원회 이사
- 1965. 3. ~ 1975. 4. 서울대학교 문리과대학 교수
- 1965. 11. ~ 1975. 4. IBP한국위원회 국가위원
- 1966. 5. ~ 1968. 6. 한미공동 한국비무장지대학술조사단 연구원(한국자연보존협회)
- 1967. 5. 한국육수학회 이사
- 1968. 11. ~ 1974. 11. 한국식물학회 부회장
- 1968. 11. ~ 한국생물과학협회 이사
- 1968. 12. ~ 한국자연보호협회 편찬위원장
- 1968. 3. ~ 문교부 교육용도서심사위원회 동식물도감분과위원
- 1969. 4. ~ 1971. 10. 한국육수학회 회장
- 1969. 6. ~ 1972. 1. 한국과학기술단체총연합회 홍보분과위원
- 1969. 12. ~ 1972.5. 한국내수자원개발연구소 연구위원
- 1970. 2. 26. 서울대학교 이학박사 학위취득
- 1970. 8. ~ 1975. 2. 서울대학교 문리과대학 의 · 치예과부장
- 1970. 12. 자연학습원시설 및 자연보호상황 시찰(일본)
- 1971. 10. ~ 대한대학사격연합 부회장
- 1971. 10 ~ 하은생물학상 이사
- 1972. 3. ~ 1974. 2. 대한사격연맹 이사
- 1972. 4. ~ 한국자연보호협회 이사(한국자연보존위원회 승계)
- 1972. 10. ~ 1974. 10. 한국식물학회 편찬위원장
- 1974. 11. ~ 1976. 11. 한국식물학회 회장
- 1975. 3. ~ 서울대학교 자연과학대학 교수(서울대학교 문리대 승계)
- 1975. 9. ~ 1979. 10. 서울대학교 자연과학대학 식물학과장
- 1976. 6. ~ 1987. 9. 서울대학교 문리과대학 OB산악회 회장
- 1976. 10. ~ 1984. 10. 한국식물학회 재정위원장
- 1978. 7. 4. 자연보호헌장 제정위원회 위원
- 1978. 7. ~ 1983. 2. 서울대학교 기초과정교재편찬위원회 위원
- 1978. 7. ~ 자연보호중앙협의회 편집위원장
- 1979. 6. ~ 1981. 10. 서울대학교 AID차관사업 조정위원회 위원
- 1979. 6. ~ 1981. 5. 서울대학교 자연과학종합연구소 운영위원회 위원
- 1979. 8. 과학기술용어사전편찬심의분과위원회 식물학분과위원
- 1979. 12. 고등교육세미나 참석 및 대학연구기관 시찰(일본)
- 1980. 2. ~ 1981. 2. 한국과학재단 생물과학전문분과위원회 위원
- 1980. 3. ~ 1986. 2. 서울대학교 사격회 회장
- 1980. 11. ~ 환경청 환경영향평가부문위원회 위원
- 1980. 11. ~ 자연보호중앙협의회 이사
- 1980. 11. 세계자연보호전략회의 참석, 각국 자연보호상황 시찰(스위스, 프랑스, 영국, 서독)
- 1980. 12. ~ 1982. 11. 한국식물분류학회 회장
- 1981. 1. 국립환경연구소 환경보전기술자문위원회 위원
- 1981. 2. 내무부 정책자문위원(자연보호회) 위원
- 1981. 3. 한국환경생물학회 회장
- 1981. 8. 환경보전협회 생태분과위원회 위원
- 1981. 10. 제 15차 국제자연보존연맹 총회참석 및 각국 자연보호상황 시찰(뉴질랜드, 호주, 대만, 홍콩)
- 1982. 3 자연보도조성상황 시찰(일본)
- 1982. 11. ~ 1984. 10. 한국생물교육학회 부회장
- 1982. 11. ~ 환경청 자연생태부문위원회 위원
- 1983. 3. ~ 1983. 12. 녹세조사, 충남녹지자연도 조정사업 책임연구원(한국자연보존협회)
- 1983. 6. ~ 1987. 5. 산림청 수목원 및 산림박물관 건립계획 자문위원
- 1983. 11. ~ 1987. 10. 국립환경연구소 교재편찬분과협의회 환경보존분과위원
- 1985. 3. 환경청 자연생태계 전국조사업조사 총괄책임자
- 1986. 4. 한국민족문화대백과사전 편찬위원
- 1986. 7. 대한민국 학술원 정회원
- 1986. 8. 환경청 정책자문위원회 위원
- 1986. 10. ~ 1988. 10. 한국생물과학협회 회장
- 1986. 11. ~ 한국조류학회 명예위원
- 1987. 1. ~ 한국환경과학연구협의회 이사
- 1987. 2. ~ 한국과학기술단체총연합회 이사
- 1987. 7. ~ 서울특별시 한강보전자문위원회 이사
- 1988. 2. ~ 아시아학술원 학회연합 한국위원회 위원
- 1988. 4. ~ 국립종합과학박물관 전시자문위원회 위원
- 1988. 5. ~ 1988. 10. 제 33회 학술원상 심의위원회 위원
- 1988. 10. ~ 1988. 12. 문공부 추천도서 심의위원회 위원
- 1988. 12. ~ 환경청 중앙환경보존자문위원회 위원
- 1988. 12. ~ 환경청 중앙환경보존위원회 자연생태분과 위원
- 1989. 8. ~ 학술원 자연 제 2분과 위원장

교수 퇴임 이후에도 광복회 통일문제 연구위원으로 독립유공자 관련 활동을 함과 동시에 환경보전협회 이사,자연보호신문사 명예회장을 역임하며 환경운동 및 식물학계에서 계속 활동하였다. 1994년 노환으로 사망했다.
"돌이켜 보면, 정박사와 나의 첫 만남은 지금으로부터 51년 전(1943년), 난징중앙대학에서였지요. 우리는 서로 전공이 달랐으나, 피는 책보다 훨씬 뜨거웠다. 우리는 교정이나 숙사에서 자주 만나, 서로의 포부를 털어놓고 딱한 사정을 위로, 격려하였다. 때로는 푸쯔먀오(夫子廟)나 모우처우루(莫愁路)를 거닐고 쒸안우후(玄武湖)에 배를 띄우기도 하였다. 그러나 우리를 맺어준 깊은 유대는 결코 단순한 우정이나 동창의 정분만은 아니었다.
그것은 우리의 가슴을 격동시킨 조국독립의 열망이었으며, 우리의 혈관 속에 곤곤(滾滾)히 흐른 뜨거운 동지애였다.
1944년 이른 봄이었다. 우리는 완난(晥南)일대에서 활동하던 수십명의 동지를 규합하여, 항전의 전초기지인 안후이성(安徽省) 징현(涇縣)으로 결사의 행진을 하였다. 당시의 정박사의 불굴의 투지와 불퇴전(不退轉)의 용기는, 지금 생각해도 참으로 늠름하고 믿음직스러웠다.
그로부터 우리가 광복을 향하여 넘었던 고개, 헤쳐 나갔던 가시밭은 너무나 험준했다. 적의 창림탄우(槍林彈雨)속에서, 우리는 굽이굽이 양쯔강(揚子江) 언덕을 질주하고 극도의 곤핍(困乏)과 기갈(飢渴)속에서, 황진(黃塵)의 중원벌을 누볐는다.
1946년 해방 조국에 돌아왔을 때, 조국은 우리에게 꽃다발 대신, 곤란과 갈등을 안겨 주었다. 그러나, 정박사는 추호의 동요도 없이 학문의 길에 정진하셨다.
조국 재건의 겸허한 일꾼으로서 묵묵히 연찬(硏讚)을 거듭하셨다. 정박사는 서울대학교에서 학위를 받으시고 교편(敎鞭)을 잡으시면서 수 많은 제자를 길러냈다.

## 참고문헌
- 공적정보 - 정영호
- 김승학, 한국독립사, 하권 267·323면
- 국가보훈부, 독립운동사 6권 444·615면
- 국가보훈부, 독립운동사 9권 857·867면
- 고정훈, 軍, 동방서원, 1967
- 「분류학의 돌담불」(운초정영호박사회갑기념논문집, 1984)
- 정영호, 아름다운 마음, 운초서사, 1995
- 대학신문, 1978.9.4.
- 한국경제신문, 1989년 9월 17일자 11면

## 기념물
- 운초우선교육관 : 현재 고려대학교 사범대학 안에 지어져 있으며 교육관의 건립기금 100억을 기부해서 이루어졌다. 정영호 호인 ‘운초’부인 박양숙 호인 ‘우선’을 합쳐 ‘운초우선’으로 정했다.

교육관은 지하 1층, 지상 7층 규모의 교육연구시설로 사범대 학생과 교육대학원 학생들이 주로 사용하게 된다. 지하 1층엔 서고가, 1, 2, 3층엔 강의실과 학생들을 위한 편의시설 및 휴게공간이 배치됐다. 4층엔 행정지원시설과 휴게공간이 있으며, 5층엔 현재 백주년기념삼성관 4층에 있는 고시공간이 옮겨져 426명을 수용할 수 있는 고시실 11곳이 신설됐다.
1. ↑  한교전지공작대 대장이 유기석이었으며 조일문 회고에 의하면 1944년 4월, 난징에서 환남 경현으로 탈출하면서 정화암, 김문호, 신정숙, 이강 등이 있었다고 한다. 유기석과 정화암이 아나키스트인만큼 영향을 받은듯하다
2. ↑  친부 정봉주 평양숭실대학 근처에서 자취 중 출생한 것으로 추정.
3. ↑  다른 이름은 여정순(呂正淳)
4. ↑  조일문의 같은 기숙사 동창, 다른 이름은 쑤젠궈(蘇建國)
5. ↑  본명 김병호(金柄豪), 훗날 1955년 특무부대장 김창룡에 의해 꾸며진 '이승만 암살 음모 사건'혐의로 대구형무소에서 옥사하게 된다. 중국에서 이름은 김중민(金仲民), 정정화의 장강일기에서는 고중민(高仲民)으로 나온다.
6. ↑  김용의 회고에 따르면 송지영은 황푸군관학교 출신 최(崔) 상교(대령)의 밀고로 일본영사관 형사에게 검거되었다. 김용, 나의 길을 찾아, 도서출판 이화, 2012, p.90
7. ↑  이때 체포된 인원은 김병호, 송지영, 김덕원, 이일범, 조일문, 이정선이다.
8. ↑  독립운동사(국가보훈처) 6권, pp.853~857
9. ↑  정영호의 아버지
10. ↑  정영호의 누나
11. ↑  난징 중앙대학교 중국인 학생
12. ↑  난징 중앙대학교 중국인 학생
13. ↑  제 12대 보건사회부 장관, 1966~1969
14. ↑  노동운동가, 정치인
15. ↑  이일범과 정영사이에서 낳은 아들)
16. ↑  정영호의 매형
17. ↑  국민혁명군 계급 대령으로 쑤베이(蘇北) 유격대에서 복무한 이력이 있다.
18. ↑  고정훈, 軍, 동방서원, 1967
19. ↑  친일 왕징웨이 정부의 화평건국군(和平建國軍)
20. ↑  한국경제신문, 「식물학서 두 번 『극일(克日)』한 것이 보람」, 1989년 9월 17일자 11면
21. ↑  절강성 외교조원
22. ↑  김승학, 한국독립사 제 2편 제 3장 제 6절 p. 302
23. ↑  김용, 나의 길을 찾아, 이화, 2012, pp. 249~252
24. ↑  대전현충원, 조일문의 추도사, 1994. 3. 16.